# Тау Возничего
Тау Возничего (лат. τ Aurigae), 29 Возничего (лат. 29 Aurigae), HD 38656 — тройная звезда в созвездии Возничего на расстоянии приблизительно 209 световых лет (около 64 парсеков) от Солнца. Возраст звезды оценивается в среднем как около 775 млн лет.

## Характеристики
Первый компонент — жёлтый гигант спектрального класса G8IIIbFe-1 или G8III. Видимая звёздная величина звезды — +4,5m. Масса — около 2,55 солнечных, радиус — около 11,86 солнечных, светимость — около 72,804 солнечных. Эффективная температура — около 4896 К.
Второй компонент удалён на 39,4 угловых секунды. Видимая звёздная величина звезды — +11,6m.
Третий компонент (WDS J05492+3911C) — оранжевая звезда спектрального класса K. Видимая звёздная величина звезды — +11,6m. Радиус — около 61,11 солнечных, светимость — около 1076,498 солнечных. Эффективная температура — около 4229 К. Удалён на 49,6 угловых секунды.